# Bataille de Soldier Spring
Guerres indiennes
La bataille de Soldier Spring est un affrontement des guerres indiennes qui eut lieu le 25 décembre 1868 dans l'actuel État de l'Oklahoma entre des troupes de la United States Army et des guerriers comanches et kiowas.
Elle s'inscrit dans une campagne militaire hivernale décidée par le général Philip Sheridan visant à soumettre et contraindre les tribus amérindiennes du Sud des Grandes Plaines à s'installer dans des réserves.
Le 25 décembre, la colonne menée par le major Andrew W. Evans découvrit un campement de Comanches installé sur la branche nord de la rivière Rouge, dans l'actuel comté de Kiowa en Oklahoma. Les troupes américaines bombardèrent le village avec des obusiers de montagne, poussant les non-combattants à fuir. Aidés par des Kiowas installés plus en aval, les Comanches contre-attaquèrent pour un temps avant de s'enfuir. Épuisées après des semaines de campagne, les troupes américaines ne purent se lancer à leur poursuite et passèrent le reste de la journée à détruire le campement et les provisions des Amérindiens. À court de nourriture, nombre d'entre eux finirent par effectuer leur reddition dans les semaines qui suivirent.